# الدین (ویرجینیا)
الدین، ویرجینیا (به انگلیسی: Alden, Virginia) یک منطقهٔ مسکونی در ایالات متحده آمریکا است که در ویرجینیا واقع شده‌است.